# المالح (إب)

تعديل مصدري - تعديل

المالح هي إحدى قرى عزلة جبل معود بمديرية إب التابعة لمحافظة إب، بلغ تعداد سكانها 702 نسمة حسب تعداد اليمن لعام 2004.